# دو روح (ترانه هری استایلز)
«دو روح» تک‌آهنگی از هنرمند اهل بریتانیا هری استایلز است. این تک‌آهنگ در چارت‌های جزو ده ترانه اول قرار گرفت.